# Minchinhampton
Minchinhampton è una cittadina del Gloucestershire, in Inghilterra.